# Dialeurodes agalmae
Dialeurodes agalmae là một loài côn trùng cánh nửa trong họ Aleyrodidae, phân họ Aleyrodinae.
Dialeurodes agalmae được Takahashi miêu tả khoa học đầu tiên năm 1935.